# Гордон Бенкс
Гордон Бенкс (енгл. Gordon Banks, 30. децембар 1937 – 12. фебруар 2019) био је енглески професионални фудбалски голман. Током 15-годишње каријере имао је 628 наступа у Енглеској фудбалској лиги.